# Marcia Strassman
Marcia A. Strassman (New York, 28 aprile 1948 – Los Angeles, 25 ottobre 2014) è stata un'attrice statunitense.

## Biografia
Prima di quattro fratelli, risiedeva nel New Jersey. È stata sposata dal 1984 al 1989 con il regista Robert Collector dal quale ha avuto una figlia, Elizabeth, nata nel 1987.
È morta nel 2014 all'età di 66 anni per un tumore al seno.

## Filmografia parziale

### Cinema
- Soup for One, regia di Jonathan Kaufer (1982)
- Aviator - Amore tra le nuvole (The Aviator), regia di George Trumbull Miller (1985)
- Tesoro, mi si sono ristretti i ragazzi (Honey, I Shrunk the Kids), regia di Joe Johnston (1989)
- Tesoro, mi si è allargato il ragazzino (Honey I Blew Up the Kid), regia di Randal Kleiser (1992)
- Occhio al testimone (Another Stakeout), regia di John Badham (1993)
- Honey, I Shrunk the Audience, regia di Randal Kleiser (1994) - corto
- Reeker - Tra la vita e la morte (Reeker), regia di Dave Payne (2005)

### Televisione
- Ironside – serie TV, un episodio (1967)
- Marcus Welby (Marcus Welby, M.D.) – serie TV, un episodio (1974)
- Love Boat (The Love Boat) – serie TV, un episodio (1978)
- Fantasilandia (Fantasy Island) – serie TV, un episodio (1978)
- I ragazzi del sabato sera (Welcome Back, Kotter) – serie TV, 95 episodi (1975-1979)
- Agenzia Rockford (The Rockford Files) – serie TV, 2 episodi (1979)
- Magnum, P.I. – serie TV, un episodio (1982)
- Storie incredibili (Amazing Stories) – serie TV, episodio 2x18 (1987)
- La signora in giallo (Murder, She Wrote) – serie TV, un episodio 12x15 (1996)
- Il tocco di un angelo (Touched by an Angel) – serie TV, un episodio (1995)
- Highlander (Highlander: The Series) – serie TV, un episodio (1996)
- Tremors - La serie (Tremors) – serie TV, un episodio (2003)

## Doppiatrici italiane
- Anna Rita Pasanisi in Tesoro, mi si sono ristretti i ragazzi
- Isabella Pasanisi in Tesoro, mi si è allargato il ragazzino
- Angiola Baggi in Occhio al testimone